# Марк Ейскенс
Марк Марія Франс, віконт Ейскенс (29 квітня 1933 , Левен, Брабант ) — бельгійський економіст, державний і політичний діяч.
Син колишнього прем'єр-міністра Бельгії Гастона Ейскенса. Активний член Християнської народної партії, яку згодом перейменували на партію Християнські демократи і фламандці. Неодноразово обіймав міністерські посади. Очолював уряд країни з 6 квітня до 17 грудня 1981 року. Його нетривале врядування завершилось незгодою провідних політичних сил країни з питання субсидування валлонської сталеливарної промисловості. Ейскенс бере активну участь в економічному житті, був членом ради директорів великих консалтингових компаній.